# Gärdesgölen (Kråksmåla socken, Småland, 632523-150820)
Gärdesgölen är en sjö i Nybro kommun i Småland och ingår i Alsteråns huvudavrinningsområde.